# Atylotus plebeius
Atylotus plebeius är en tvåvingeart som först beskrevs av Fallen 1817.  Atylotus plebeius ingår i släktet Atylotus och familjen bromsar. Arten är reproducerande i Sverige. Inga underarter finns listade i Catalogue of Life.